# Fromage de Pálpuszta
Le fromage de Pálpuszta (en hongrois : pálpusztai sajt) est un fromage hongrois, spécialité de Budapest. 

## Caractéristiques
C'est un fromage gras de lait de vache, à pâte molle et à croûte lavée, salé, coagulé par ensemencement et affiné par ferment du rouge. Il est connu pour son odeur forte, propre au ferment du rouge. Sa pâte molle ne présente au plus que de rares et petites cavités de maturation. Ses petites dimensions, sa faible masse et sa courte maturation sont caractéristiques, il mûrit de l'extérieur vers l'intérieur. Son goût prend forme au cours de la maturation, il peut se liquéfier au cours de sa conservation.
Bien qu'il soit considéré en Hongrie comme l'un des rares fromages hongrois traditionnels, son histoire n'est en fait pas si ancienne. C'est dans les années 1890 que Pál Heller a fondé sa fabrique de fromage sur l'avenue Kerepesi út à Budapest, et y a créé le fromage de Pálpuszta en lui donnant son propre nom Pál complété du mot puszta dans le sens « hameau ». Il n'y a donc jamais eu de véritable hameau Pálpuszta d'où serait venu le lait ou la recette.